# Estheria magnum
Estheria magnum är en tvåvingeart som beskrevs av Baranov 1935. Estheria magnum ingår i släktet Estheria och familjen parasitflugor. Inga underarter finns listade i Catalogue of Life.